# 库姆地铁

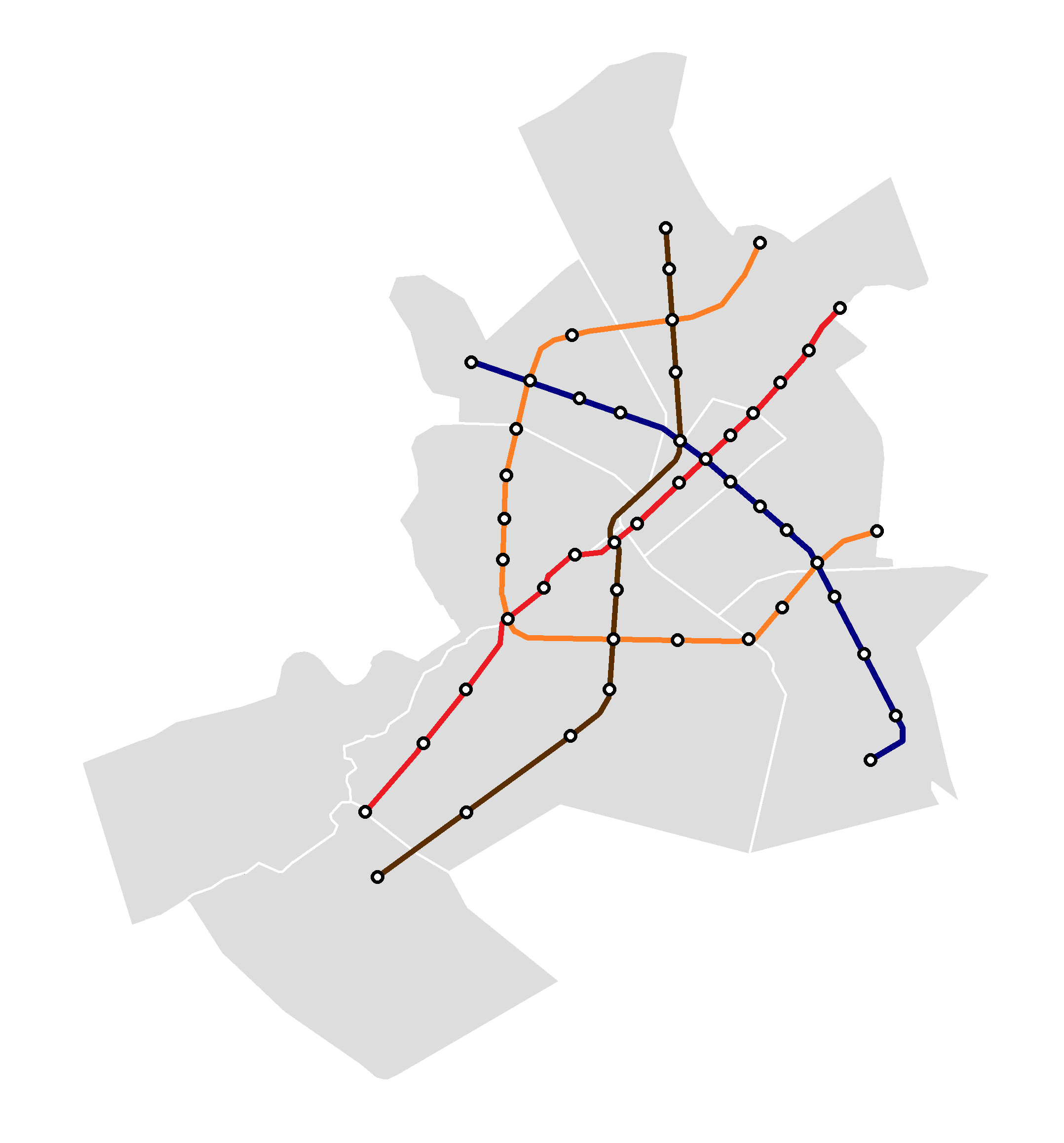
库姆地铁线路规划图

库姆地铁是伊朗库姆省库姆的地铁系统，由长约14.8千米、经停14个车站的地铁A线和长约7千米、经停8个车站的单轨M线构成。除此之外，库姆地铁仍在计划建设两条新地铁线路。

## 线路

### M线
M线仍在建设状态中，是一条单轨线路。M线长约7千米、经停8个车站。这条线路原本计划连接库姆整座城市的西部和东部，但它被缩短成现在的长度。这条线路连接着法蒂玛圣陵和库姆河的上游和下游。

### A线
A线仍在建设状态中，是一条地铁线路，预计将在2019年3月开通。A线全长约14.8千米，经停14个车站，预计每小时可运输23500人次，最高时速可达80千米/小时。线路起点位于库姆城市北部，途经库姆火车站和法蒂玛圣陵附近，最终到达贾卡朗清真寺。
具体途经车站如下：Jamkaran Mosque - Baghiatallah Square - Valiasr Square - Del Azar - Police Square - Mirzaye Qomi Square - Chehel Akhtaran - Ammare Yaser - Motahari Square - Saeedi Square - Masoumie Square - Sevvom Khordad - Keshavarz Square - Ghale Kamkar。

### 其他线路
还有两条地铁线路仍在规划中。